# Ernst Fontell

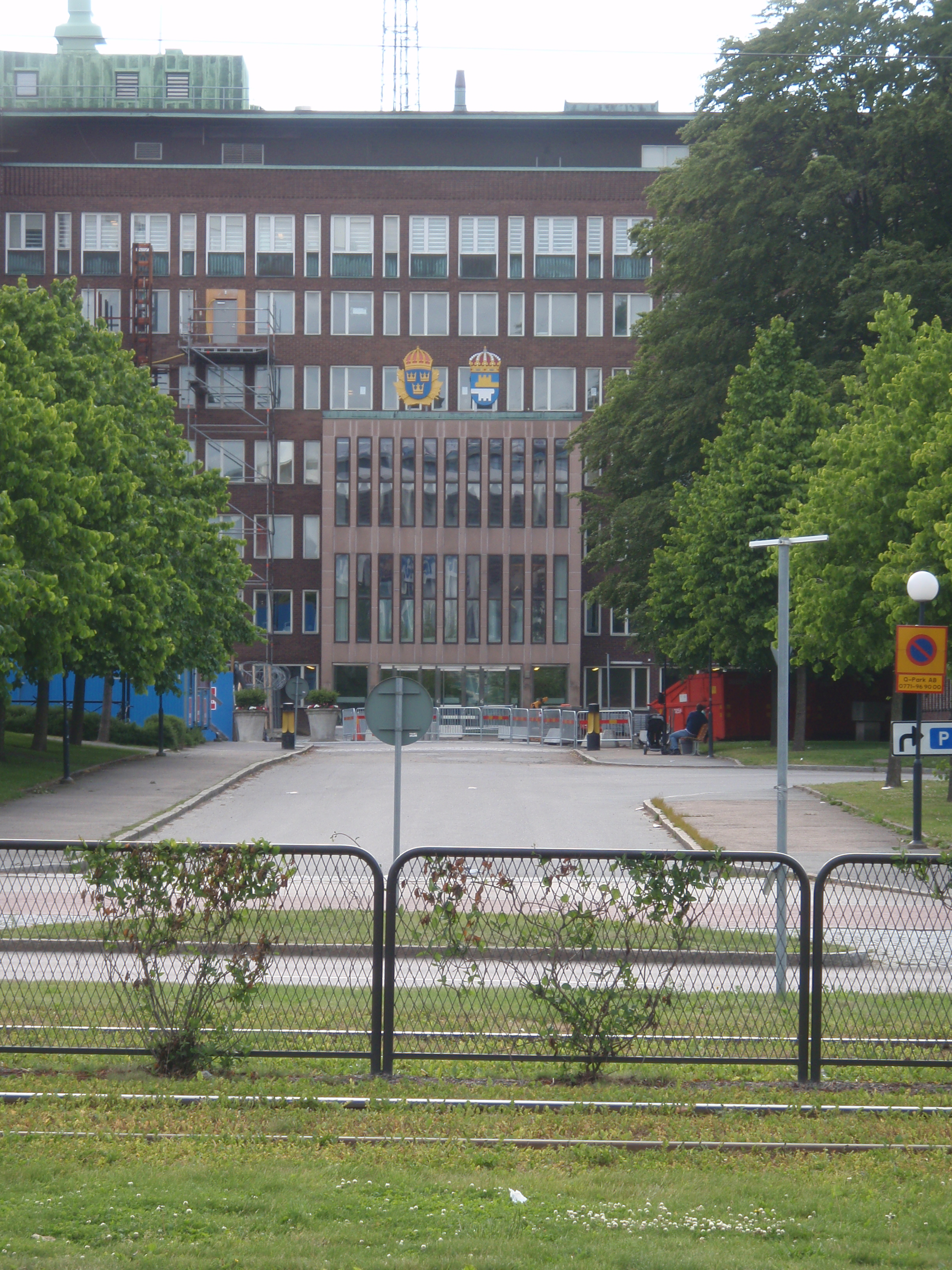
Ernst Fontells Plats, från Skånegatan.

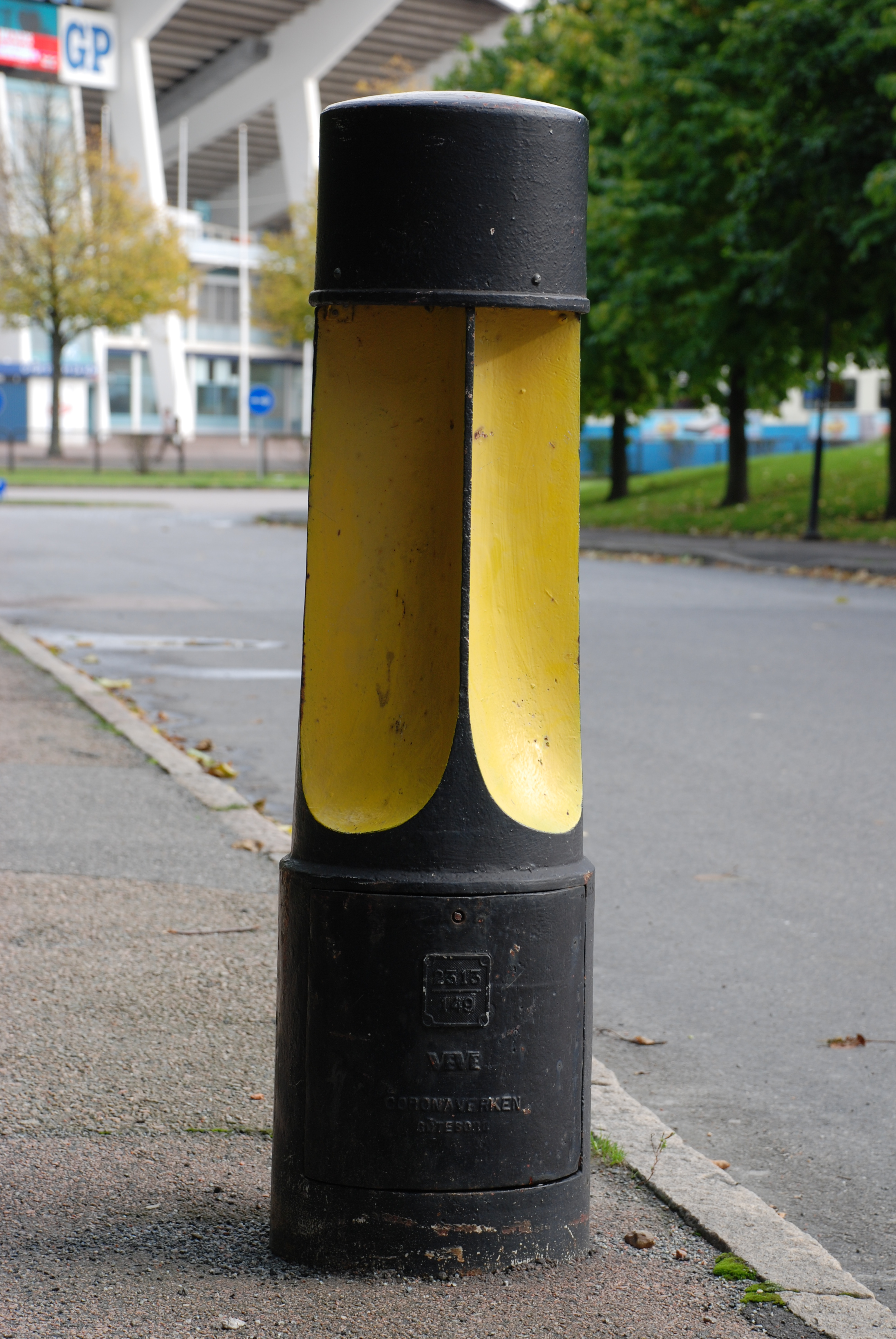
Fontellare framför polishuset i Göteborg.

Ernst Fontell, född 3 maj 1890 i Kristianstad, död 20 maj 1960 i Göteborg, var en svensk jurist, som var polismästare vid Polisen i Göteborg under åren 1932–1955.

## Biografi
Fontell var son till arbetaren Magnus Svensson och hans hustru Sissa Persson. Han blev juris kandidat vid Lunds universitet 1914, länsnotarie i Jämtlands län 1917, länsassessor där 1931, auditör vid Norrlands artilleriregemente och Jämtlands fältjägarregemente 1921 och vid Fortifikationen 1926. Han blev sekreterare vid Jämtlands läns landsting 1917–1931, i dess epideminämnd och förvaltningsutskott, ledamot av Jämtlands läns poliskollegium 1926–1931, ordförande i Östersunds arbetslöshetskommission 1925–1929.
År 1932 blev han polismästare i Göteborg. Han tjänstgjorde vid New Scotland Yard i London, vid kriminalpolisen i Stockholm, vid Opdagelsepoliti i Köpenhamn och Fredriksberg i Danmark samt vid Laboratoire de plice techn. i Lyon, La Plice juc. i Paris.
Han intresserade sig tidigt för polisverksamhet och i synnerhet kriminalteknik, som hade en stark utveckling i början av 1900-talet. Ar 1930 var han tillsammans med "Revolver-Harry" Harry Söderman medförfattare till Handbok i Kriminalteknik. Boken var nydanande i sin genomgång av kriminaltekniska metoder, bland annat användning av fingeravtryck, och kom i omarbetad och vidareutvecklad form 1935 att ges ut av Söderman i USA.
Fontell hade ett stort internationellt kontaktnät och en stor öppenhet för nya metoder i polisarbetet. Det var till exempel Fontell som införde polisbil med radioutrustning, så kallad "radiobil" i Göteborg 1935, en idé han fick under sitt besök i England. Under andra världskriget var Fontell luftskyddschef i Göteborg samt övervakningschef för västra Sverige.
Han var initiativtagare till Göteborgspolisens rådfrågningsbyrå, vilken senare blev Svenska Stöldskyddsföreningen (SSF).
Fontell är begravd på Östra kyrkogården i Göteborg.

### Fontellare
Fontell är känd för att ha infört en för Göteborg speciell trafikdelare med belysning kallad fontellare, ett uppslag han fått från England. Det är gulmålade pelare med en svart huv innehållande belysning.

## Utmärkelser
- Ernst Fontells Plats i stadsdelen Heden är uppkallad efter polismästaren. Detta är besöksadressen för Rättscentrum Göteborg där polishuset, Ekobrottsmyndigheten, Åklagarmyndigheten och Kriminalvården finns.
- Fontell blev 1941 riddare av Nordstjärneorden och 1948 kommendör av Vasaorden. År 1956 fick han ta emot Göteborgs stads förtjänsttecken.
- Spårvagnen M31 – 367 i Göteborg har namngivits Ernst Fontell.[8]